# Mushishi (periodiskt vattendrag)
Mushishi är ett periodiskt vattendrag i Burundi.   Det ligger i provinsen Bujumbura Rural, i den centrala delen av landet, 17 km öster om huvudstaden Bujumbura.
Omgivningarna runt Mushishi är en mosaik av jordbruksmark och naturlig växtlighet. Runt Mushishi är det ganska tätbefolkat, med 185 invånare per kvadratkilometer.